# أميت لانغ
أميت لانغ (بالعبرية: עמית לנג‏) هو اقتصادي إسرائيلي، ولد في 12 أكتوبر 1970.

## وصلات خارجية
- أميت لانغ على موقع الفيدرالية الدولية للجودو (الإنجليزية)
- أميت لانغ على موقع JudoInside.com (الإنجليزية)
- أميت لانغ على موقع اللجنة الأولمبية الدولية (الإنجليزية)
- أميت لانغ على موقع أوليمبيديا (الإنجليزية)